# Orleans (Oregon)
Orleans az Amerikai Egyesült Államok északnyugati részén, Oregon állam Linn megyéjében elhelyezkedő kísértetváros.
Az 1850 körül alapított település az 1862-es áradásban megsemmisült és nem építették újjá. A temető megmenekült, mivel magasabban fekszik.

## Fordítás
- Ez a szócikk részben vagy egészben  az   Orleans, Oregon című angol Wikipédia-szócikk ezen változatának fordításán alapul.  Az eredeti cikk szerkesztőit annak laptörténete sorolja fel. Ez a jelzés csupán a megfogalmazás eredetét és a szerzői jogokat jelzi, nem szolgál a cikkben szereplő információk forrásmegjelöléseként.